# 花月大賞
花月大賞（かげつたいしょう）は1984年・1985年に吉本興業主催の吉本所属タレントや吉本に深く関わっている人たちに送られた賞。
第2回（1985年）の授賞式は、朝日放送で1986年1月6日に「お笑いオールスター吉本まつり 発表!!花月大賞」放送された、司会進行は浜村淳。

## 賞品
花月大賞には賞金50万円と副賞、花月新人賞には10万円と副賞、花月花のれん賞には20万円と副賞。